# Кристиан Макбрайд
Кристиан Макбрайд (англ. Christian McBride; род. 31 мая 1972 года) — американский джазовый басист, композитор и аранжировщик. Появился на более чем 300 записях в качестве сайдмена, а также является семикратным обладателем премии Грэмми.
Макбрайд выступал и записывался с рядом джазовых музыкантов и ансамблей, включая Фредди Хаббарда, Маккой Тайнера, Херби Хэнкока, Пэта Мэтини, Джо Хендерсона, Дайану Кролл, Роя Хэйнса, Чика Кориа, Уинтона Марсалиса, Эдди Палмьери, Джошуа Редмана, Рэя Брауна и Джона Клейтона в составе SuperBass; а также поп, хип-хоп, соул-музыкантами и исполнителями классической музыки: Стинг, Пол Маккартни, Селин Дион, Айзек Хейз, The Roots, Куин Латифа, Кэтлин Бэттл, Рене Флеминг, Карли Саймон, Брюс Хорнсби и Джеймс Браун.

## Биография
Макбрайд родился в Филадельфии 31 мая 1972 года. Начинал играть на бас-гитаре, но позже перешел на контрабас. Учился в Джульярдской школе.

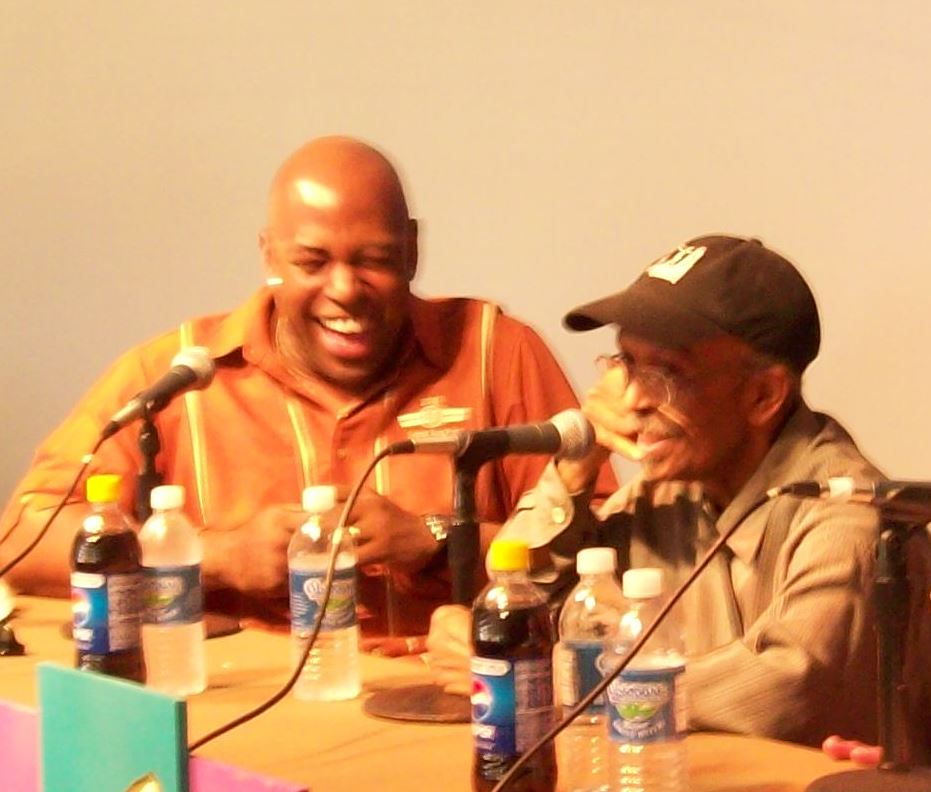
Макбрайд с Джимми Хитом

Макбрайд присоединился к группе саксофониста Бобби Уотсона в возрасте 17 лет. С 17 до 22 он играл в группах более взрослых музыкантов, таких как Уотсон, Фредди Хаббард, Бенни Голсон, Джордж Дюк, Милт Джексон, Джей Джей Джонсон и Хэнк Джонс, а также его сверстников Роя Харгроува, Бенни Грина и Джошуа Редмана. В 1996 году джазовый басист Рэй Браун вместе с Макбрайдом и его протеже Джоном Клейтоном сформировали группу под названием SuperBass. Группа выпустила два альбома: SuperBass: Live at the Scullers (1997) и SuperBass 2: Live at the Blue Note (2001).
Макбрайд играл в составе квартета саксофониста Джошуа Редмана в начале 1990-х вместе с пианистом Брэдом Мелдау и барабанщиком Брайаном Блейдом. Макбрайд начал руководить собственными группами в 1995 году после выпуска дебютного альбома Gettin 'to It (Verve). Саксофонист Тим Варфилд, пианисты Чарльз Крейг и Джои Кальдераццо, а также барабанщики Карл Аллен и Грег Хатчинсон входят в число музыкантов, игравших в ранних составах Макбрайда. С 2000 по 2008 год Макбрайд руководил собственным ансамблем Christian McBride Band с саксофонистом Роном Блейком, пианистом Джеффри Кизером и барабанщиком Терреоном Галли. Группа выпустила два альбома: Vertical Vision (Warner Bros., 2003) и Live at Tonic (Ropeadope, 2006).
В 1996 году Макбрайд внес свой вклад в альбом в поддержку СПИДа Offbeat: A Red Hot Soundtrip, выпущенный Red Hot Organization.
Макбрайд в основном играет на контрабасе, но также он не менее искусен в игре на бас-гитаре. На ней он играл в обоих альбомах The Philadelphia Experiment, в записи которых также участвовали клавишник Ури Кейн и хип-хоп барабанщик Ахмир «Questlove» Томпсон. Другие проекты включали выступления и записи с трио Пэта Мэтини, трио Брюса Хорнсби и Куин Латифа. Как и Пол Чемберс, Макбрайд может солировать, играя в басовом стиле арко.
В 2006 году Макбрайд был назначен на должность креативного председателя джаза филармонии Лос-Анджелеса, заменив Дайану Ривз. С ним был подписан двухлетний контракт, который позже был продлен еще на два года. Его сменил Херби Хэнкок в 2010 году.
Макбрайд выступил с Сонни Роллинзом и Роем Хейнсом в Карнеги-холле 18 сентября 2007 года в ознаменование 50-летия первого выступления Роллинза там. Макбрайд также был выбран CBS в качестве продюсера трибьюта Роллинзу в передаче Премии Центра Кеннеди 2011 года.
В 2008 году Макбрайд присоединился к Джону Маклафлину, Чику Кориа, Кенни Гарретту и Винни Колаюте в фьюжн-супергруппе под названием Five Peace Band. Они выпустили альбом в феврале 2009 года и завершили мировое турне в мае того же года, когда Брайан Блейд заменил Винни Колайуту в Азии и на некоторых концертах в США. Альбом Five Peace Band Live получил премию Грэмми 2010 года за лучший джазовый инструментальный альбом.
В 2011 году Макбрайд выпустил свой первый альбом биг-бэнда The Good Feeling, за который получил премию Грэмми в номинации лучшее выступление большого джазового ансамбля.
Макбрайд возглавляет пять групп: Inside Straight, в состав которой входят альт и сопрано-саксофонист Стив Уилсон, вибрафонист Уоррен Вольф, пианист Питер Мартин и барабанщик Карл Аллен; трио с пианистом Кристианом Сэндсом и барабанщиком Джеромом Дженнингсом; его биг-бэнд из 18 человек; экспериментальная группа под названием A Christian McBride Situation с пианистом Патрисом Рашеном, тёрнтейблистами DJ Logic и Джахи Сандэнсом, саксофонистом Роном Блейком и вокалисткой Элисон Уильямс; и New Jawn с трубачом Джошем Эвансом, саксофонистом Маркусом Стриклендом и барабанщиком Нэшитом Уэйтсом.
В марте 2016 года Макбрайд был назначен художественным руководителем Ньюпортского джазового фестиваля, сменив основателя и художественного руководителя фестиваля Джорджа Вейна.
Макбрайд ведет радиошоу NPR «Jazz Night In America».
В 2018 году был выпущен альбом Christian McBride's New Jawn, записанный в составе квартета без фортепиано, при участии трубача Джоша Эванса, тенор-саксофониста Маркуса Стрикленда и барабанщика Нэшита Уэйтса. Год спустя был записан совместный лайв-альбом с Чиком Кориа и Брайаном Блейдом под названием Trilogy 2, который как и Christian McBride's New Jawn был удостоен премии Грэмми.
В феврале 2020 года Макбрайд выпустил свою работу для большого ансамбля The Movement Revisited: A Musical Portrait of Four Icon, посвященную жизни знаменитых лидеров защиты гражданских прав Мартина Лютера Кинга, Малкольма Икс, Розы Паркс и Мухаммеда Али. В сентябре того же года был выпущен альбом в составе биг-бэнда под названием For Jimmy, Wes and Oliver. Это дань уважения таким джазовым исполнителям как Джимми Смит, Уэс Монтгомери и Оливер Нельсон. Также Макбрайд присоединился к составу Джошуа Редмана в альбоме RoundAgain, где состоялось воссоединении квартета 90-х годов с пианистом Брэдом Мелдау и барабанщиком Брайаном Блейдом.

## Личная жизнь
Кристиан женат на джазовой певице и педагоге Мелиссе Уокер. Уокер при участии Макбрайда возглавила Jazz House Kids, джазовую школу в их родном городе Монктлэр, штат Нью-Джерси. Каждое лето они оба выступают на джазовом фестивале в городе, вместе со студенческими коллективами под руководством кураторов, профессиональными коллективами, состоящими из преподавателей, и приглашенными артистами.
Макбрайд поделился историей своих первых встреч с Фредди Хаббардом в радио-шоу «The Gig» и своими отношениями с Джеймсом Брауном в подкасте «Mr. Soul On Top» на The Moth Radio Hour, которые посвящены рассказу историй.

## Дискография

### Как лидер
| Год  | Название                     | Лейбл        | Состав/Примечания                                          |
| ---- | ---------------------------- | ------------ | ---------------------------------------------------------- |
| 1994 | Gettin' to It                | Verve        |                                                            |
| 1995 | Number Two Express           | Verve        |                                                            |
| 1998 | A Family Affair              | Verve        |                                                            |
| 2000 | SciFi                        | Verve        |                                                            |
| 2000 | The Philadelphia Experiment  | Ropeadope    |                                                            |
| 2002 | Vertical Vision              | Warner Bros. |                                                            |
| 2005 | Live at Tonic                | Ropeadope    |                                                            |
| 2009 | Kind of Brown                | Mack Avenue  |                                                            |
| 2011 | The Good Feeling             | Mack Avenue  | Премия Грэмми за лучший альбом большого джазового ансамбля |
| 2011 | Conversations with Christian | Mack Avenue  |                                                            |
| 2013 | People Music                 | Mack Avenue  |                                                            |
| 2013 | Out Here                     | Mack Avenue  |                                                            |
| 2015 | Live at the Village Vanguard | Mack Avenue  | Премия Грэмми за лучшее импровизированное джазовое соло    |
| 2017 | Bringin' It                  | Mack Avenue  | Премия Грэмми за лучший альбом большого джазового ансамбля |
| 2018 | Christian McBride's New Jawn | Mack Avenue  |                                                            |
| 2020 | The Movement Revisited       | Mack Avenue  |                                                            |
| 2020 | For Jimmy, Wes and Oliver    | Mack Avenue  |                                                            |

### Компиляции
- It's Christmas on Mack Avenue (Mack Avenue, 2014)

### Как сайдмен
| Артист                      | Название альбома                                      | Год  | Примечания                                               |
| --------------------------- | ----------------------------------------------------- | ---- | -------------------------------------------------------- |
| Уоллес Рони                 | Obsession                                             | 1990 |                                                          |
| Гэри Бартц                  | Shadows                                               | 1991 |                                                          |
| Рики Форд                   | Hot Brass                                             | 1991 |                                                          |
| Бенни Грин                  | Greens                                                | 1991 |                                                          |
| Рой Харгроув                | Public Eye                                            | 1991 |                                                          |
| Хьюстон Персон              | The Lion and His Pride                                | 1991 | выпущен в 1994 году                                      |
| Джо Хендерсон               | Lush Life: The Music of Billy Strayhorn               | 1992 | Премия Грэмми за лучшее импровизированное джазовое соло  |
| Бенни Грин                  | That's Right!                                         | 1992 |                                                          |
| Бенни Грин                  | Testifyin': Live at the Village Vanguard              | 1992 |                                                          |
| Фредди Хаббард              | Live at Fat Tuesday's                                 | 1992 |                                                          |
| Этта Джонс                  | Reverse the Charges                                   | 1992 |                                                          |
| Малгрю Миллер               | Hand in Hand                                          | 1992 |                                                          |
| Бенни Картер                | Legends                                               | 1993 |                                                          |
| Крис Поттер                 | Presenting Chris Potter                               | 1993 |                                                          |
| Джошуа Редман               | Joshua Redman                                         | 1993 |                                                          |
| Джо Ловано                  | Tenor Legacy                                          | 1993 |                                                          |
| Гарольд Маберн              | Lookin' on the Bright Side                            | 1993 |                                                          |
| Гарольд Маберн              | The Leading Man                                       | 1993 |                                                          |
| Уоллес Рони                 | Munchin'                                              | 1993 |                                                          |
| Дэвид Сэнборн               | Pearls                                                | 1994 |                                                          |
| Питер Бернштейн             | Signs of Life                                         | 1994 |                                                          |
| Дон Брейден                 | After Dark                                            | 1994 |                                                          |
| Тедди Эдвардс               | Tango in Harlem                                       | 1994 |                                                          |
| Бенни Грин                  | The Place To Be                                       | 1994 |                                                          |
| Джошуа Редман               | Moodswing                                             | 1994 |                                                          |
| Брэд Мелдау                 | Introducing Brad Mehldau                              | 1995 |                                                          |
| Рой Харгроув                | Family                                                | 1995 |                                                          |
| Fleurine                    | Meant to be                                           | 1995 |                                                          |
| Джо Ловано                  | Quartets: Live at the Village Vanguard                | 1995 |                                                          |
| Джо Хендерсон               | Double Rainbow: The Music of Antonio Carlos Jobim     | 1995 |                                                          |
| Дайана Кролл                | Only Trust Your Heart                                 | 1995 |                                                          |
| Джимми Смит                 | Damn!                                                 | 1995 |                                                          |
| Маккой Тайнер               | Prelude and Sonata                                    | 1995 |                                                          |
| Майкл Вольф                 | Jumpstart                                             | 1995 |                                                          |
| Сидар Уолтон                | Composer                                              | 1996 |                                                          |
| Джимми Смит                 | Angel Eyes: Ballads & Slow Jams                       | 1996 |                                                          |
| Гарольд Маберн              | Mabern's Grooveyard                                   | 1996 |                                                          |
| Джо Хендерсон               | Big Band                                              | 1996 |                                                          |
| Маккой Тайнер               | What the World Needs Now: The Music of Burt Bacharach | 1997 |                                                          |
| Дайана Кролл                | Love Scenes                                           | 1997 |                                                          |
| Рене Роснес                 | As We Are Now                                         | 1997 |                                                          |
| Чик Кориа                   | Remembering Bud Powell                                | 1997 |                                                          |
| Фрэнк Фостер                | Leo Rising                                            | 1997 |                                                          |
| Майкл Вольф                 | 2AM                                                   | 1997 |                                                          |
| Фредди Хаббард              | God Bless the Child                                   | 1998 |                                                          |
| Джордж Дюк                  | After Hours                                           | 1998 |                                                          |
| Ютака Шиина                 | United                                                | 1998 |                                                          |
| Бенни Грин                  | These Are Soulful Days                                | 1999 |                                                          |
| Бенни Грин                  | Naturally                                             | 2000 |                                                          |
| Гарольд Маберн              | Maya with Love                                        | 2000 |                                                          |
| Элиан Элиас                 | Everything I Love                                     | 2000 |                                                          |
| Дайана Кролл                | The Look of Love                                      | 2001 |                                                          |
| Джим Холл                   | Jim Hall & Basses                                     | 2001 |                                                          |
| Стинг                       | All This Time                                         | 2001 |                                                          |
| Чик Кориа                   | Rendezvous in New York                                | 2002 |                                                          |
| Джордж Дюк                  | Face the Music                                        | 2002 |                                                          |
| Дайана Кролл                | Live in Paris                                         | 2002 |                                                          |
| Стинг                       | Sacred Love                                           | 2003 |                                                          |
| Дэвид Санборн               | Time Again                                            | 2003 |                                                          |
| Дайана Кролл                | The Girl in the Other Room                            | 2004 |                                                          |
| Регина Белль                | Lazy Afternoon                                        | 2004 |                                                          |
| Маккой Тайнер               | Illuminations                                         | 2004 | Премия Грэмми за лучший джазовый инструментальный альбом |
| Дэвид Санборн               | Closer                                                | 2005 |                                                          |
| Крис Ботти                  | To Love Again: The Duets                              | 2005 |                                                          |
| Джордж Дюк                  | Duke                                                  | 2005 |                                                          |
| Пэт Мэтини и Антонио Санчес | Day Trip                                              | 2005 |                                                          |
| Эдди Палмиери               | Listen Here!                                          | 2005 |                                                          |
| Крис Ботти                  | December                                              | 2006 |                                                          |
| Чик Кориа                   | Super Trio: Corea/Gadd/McBride                        | 2006 |                                                          |
| Хэнк Джонс                  | West of 5th                                           | 2006 |                                                          |
| Гэри Смулян                 | Hidden Treasures                                      | 2006 |                                                          |
| Брюс Хорнсби                | Camp Meeting                                          | 2007 |                                                          |
| Крис Ботти                  | Italia                                                | 2007 |                                                          |
| Чик Кориа                   | Chillin' In Chelan                                    | 2007 |                                                          |
| Джошуа Редман               | Back East                                             | 2007 |                                                          |
| Маккой Тайнер               | Quartet                                               | 2007 |                                                          |
| Дэвид Санборн               | Here and Gone                                         | 2008 |                                                          |
| Куин Латифа                 | Trav'lin' Light                                       | 2008 |                                                          |
| Пэт Мэтини и Антонио Санчес | Tokyo Day Trip                                        | 2008 |                                                          |
| Джордж Дюк                  | Dukey Treats                                          | 2008 |                                                          |
| Джеймс Картер               | Heaven on Earth                                       | 2009 |                                                          |
| Чик Кориа и Джон Маклафлин  | Five Peace Band Live                                  | 2009 | Премия Грэмми за лучший джазовый инструментальный альбом |
| Пол Маккартни               | Kisses on the Bottom                                  | 2012 |                                                          |
| Дэвид Кикоски               | Consequences                                          | 2012 |                                                          |
| Макото Озон                 | My Witch's Blue                                       | 2012 |                                                          |
| Чик Кориа                   | Trilogy                                               | 2013 | Премия Грэмми за лучший джазовый инструментальный альбом |
| Джордж Дюк                  | DreamWeaver                                           | 2013 |                                                          |
| Джозеф Тавадрос             | Permission to Evaporate                               | 2014 |                                                          |
| Питер Бернштейн             | Signs Live!                                           | 2015 |                                                          |
| Дайана Кролл                | Wallflower                                            | 2015 |                                                          |
| Крэйг Таборн                | Flaga: Book of Angels Volume 27                       | 2016 |                                                          |
| Дайана Кролл                | Turn Up the Quiet                                     | 2017 |                                                          |
| Уолтер Смит III             | Twio                                                  | 2018 |                                                          |
| Чик Кориа                   | Trilogy 2                                             | 2018 | Премия Грэмми за лучший джазовый инструментальный альбом |
| Джошуа Редман               | RoundAgain                                            | 2020 |                                                          |